# 日和佐駅
日和佐駅（ひわさえき）は、徳島県海部郡美波町奥河内字弁才天にある、四国旅客鉄道（JR四国）牟岐線の駅。駅番号はM21。
道の駅日和佐と併設している。四国で3箇所目、全国で11箇所目の、鉄道の駅と一体になった道の駅の鉄道駅である。なお四国の残り2か所は、土佐くろしお鉄道ごめん・なはり線の田野駅と夜須駅であり、全て国道55号沿いに存在する。

## 歴史
- 1939年（昭和14年）12月14日：開業[2]。
- 1950年（昭和25年）3月25日：翌日にかけて昭和天皇のお召し列車が発着（昭和天皇の戦後巡幸）[3]。
- 1972年（昭和47年）10月1日：貨物取扱廃止[2]。
- 1984年（昭和59年）2月1日：荷物扱い廃止[2]。
- 1987年（昭和62年）4月1日：国鉄分割民営化によりJR四国の駅となる[2]。
- 1991年（平成3年）11月21日：土休日の駅員配置を取り止め[4]。
- 1992年（平成4年）5月9日：駅構内にJR四国の直営ベーカリーウィリーウィンキーが開店[5]。
- 2005年（平成17年）4月17日：道の駅日和佐開業により、乗車券類販売を委託。西口を新設。無人化。
- 2009年（平成21年）12月1日：駅舎内に日和佐駅観光案内所（日和佐商工会運営）を設置。
- 2019年（平成31年・令和元年）4月以降：自動券売機を撤去[6]。
- 2022年（令和4年）4月1日：接続する徳島バスの高速バス「室戸・生見・阿南 - 大阪線」の阿南駅 - 浅川駅間でJR四国との共同経営が開始され、運賃が共通化[7]し、JRの有効な乗車券類で当該区間へのバス乗車が可能[8]となる。
- 2023年（令和5年）5月20日：前述の高速バス「室戸・生見・阿南 - 大阪線」において阿波海南駅至近に「海部高校前」バス停が新設されたことに伴い、共同経営区間が阿波海南駅まで延長される[9]。

## 駅構造
相対式ホーム2面2線を有する地上駅。かつては2面3線であったが、2番のりばの西側の3番のりばの線路は現在は使用していない。単式ホームの1番のりばの牟岐方に切欠きがあり作業車両が留置してある。1番のりばに面する従来の駅舎に東口、道の駅日和佐に西口があり、構内踏切がある他、跨線橋の自由通路でも東西を行き来出来る。
駅舎は無人であるが、道の駅日和佐物産館で乗車券が販売されている（簡易委託）。
また、駅舎内にも自動券売機が設置されていたがこの自動券売機は2019年4月以降に撤去されている。

### のりば
| のりば | 路線    | 方向 | 行先               |
| ------ | ------- | ---- | ------------------ |
| 1      | ■牟岐線 | 下り | 牟岐・阿波海南方面 |
| 1      | ■牟岐線 | 上り | 阿南・徳島方面     |
| 2      | ■牟岐線 | 上り | 阿南・徳島方面     |

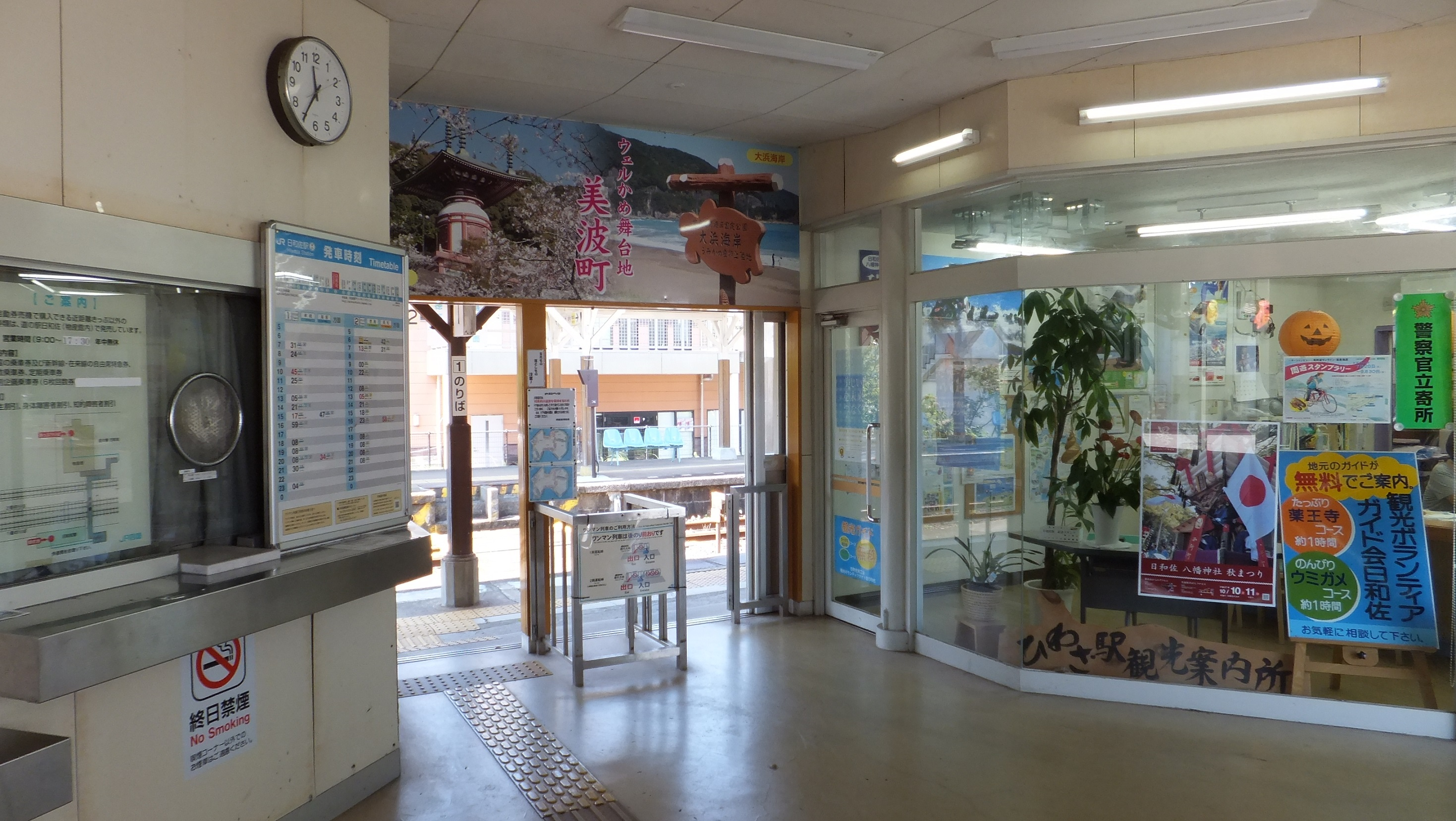
改札口（2015年9月）
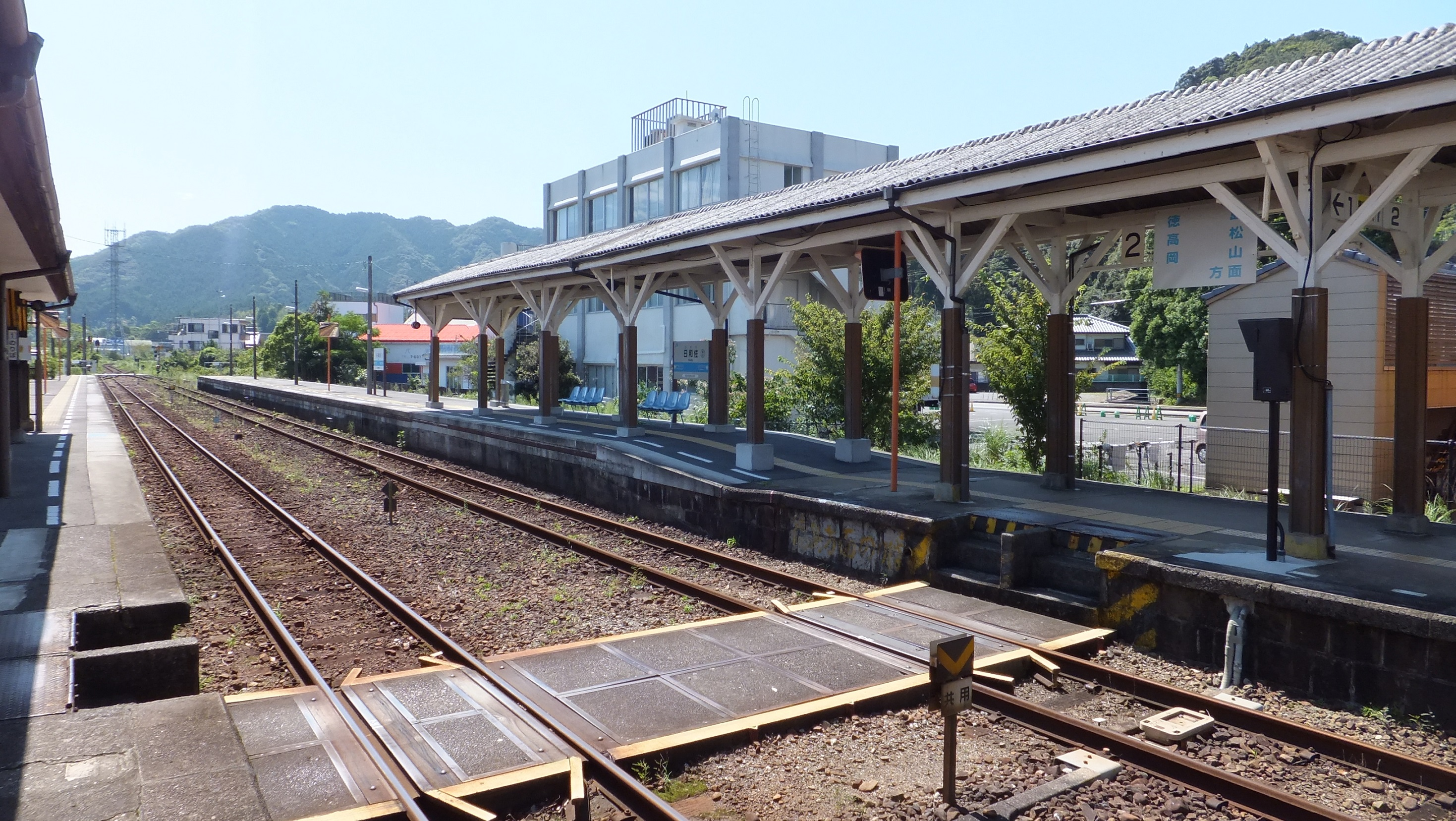
ホーム（2015年9月）
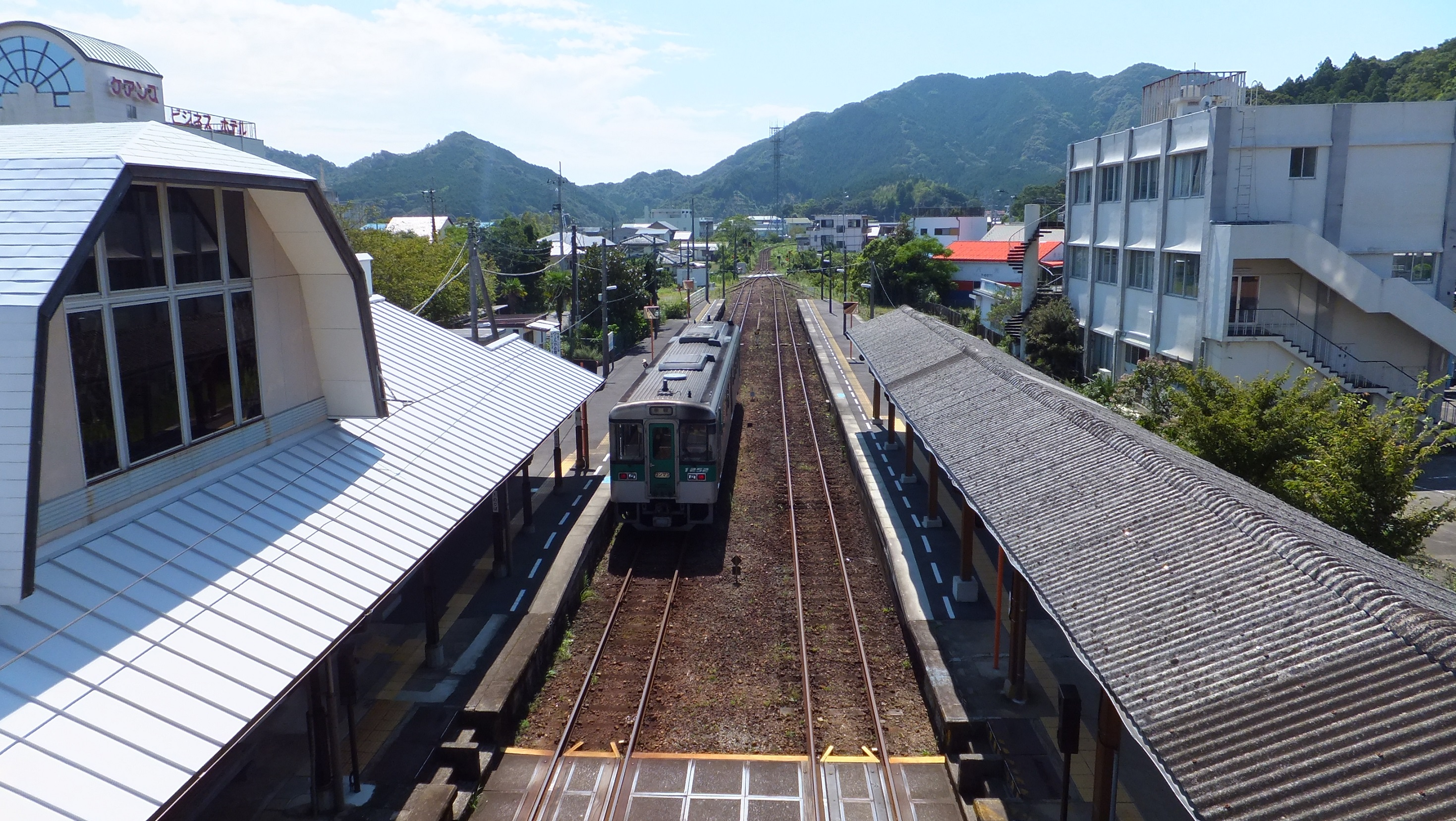
ホーム（2015年9月、跨線橋より）

## 利用状況
1日平均乗車人員は下記の通り。
| - 581人（1995年度） - 561人（1996年度） - 549人（1997年度） - 527人（1998年度） - 521人（1999年度） - 460人（2000年度） - 391人（2001年度） - 369人（2002年度） - 344人（2003年度） - 306人（2004年度） | - 287人（2005年度） - 265人（2006年度） - 249人（2007年度） - 210人（2008年度） - 194人（2009年度） - 175人（2010年度） - 166人（2011年度） - 173人（2012年度） - 182人（2013年度） - 173人（2014年度） |

## 駅周辺

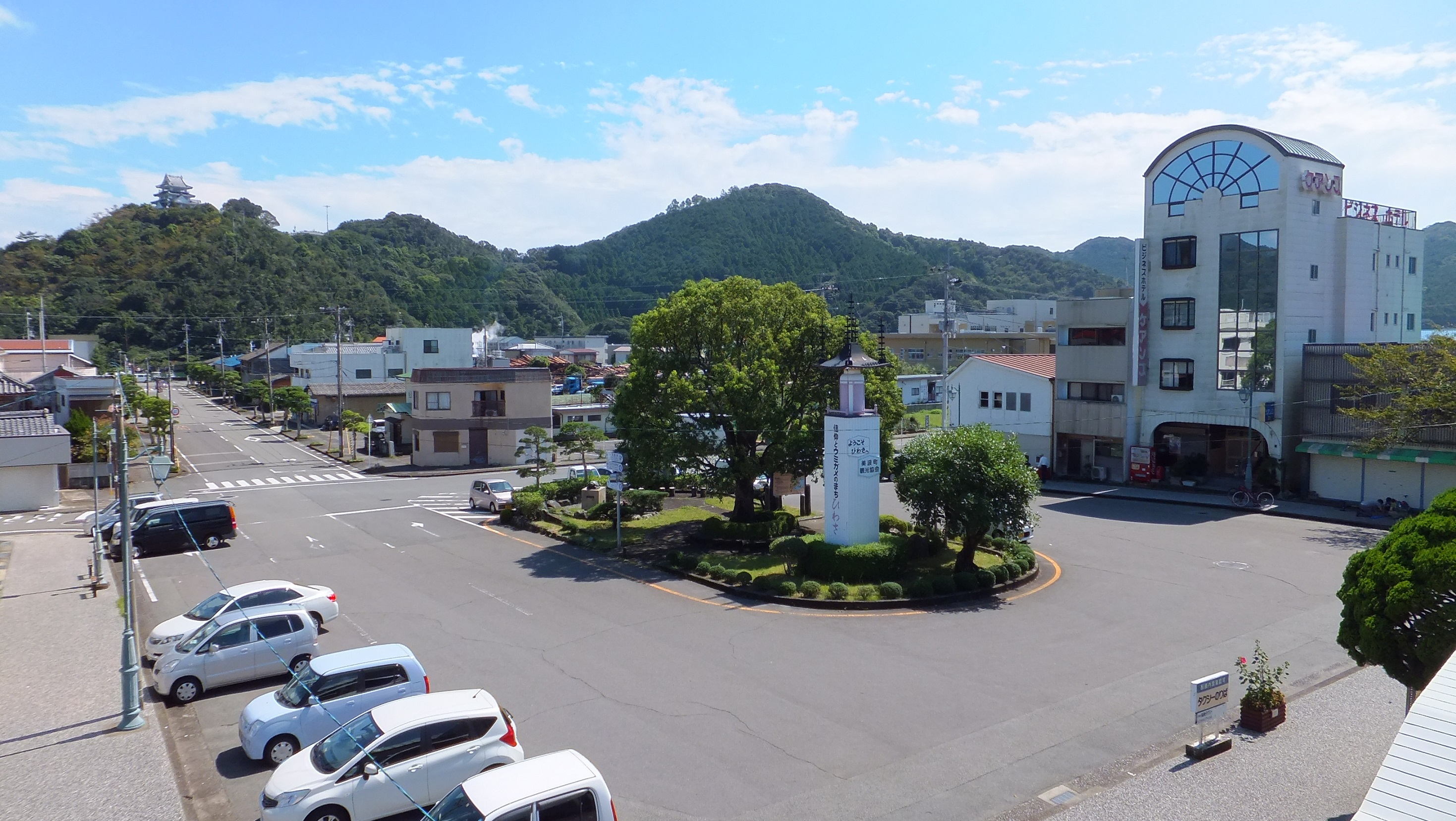
駅前（2015年9月、跨線橋より日和佐城（左側の山にそびえる城）を望む）

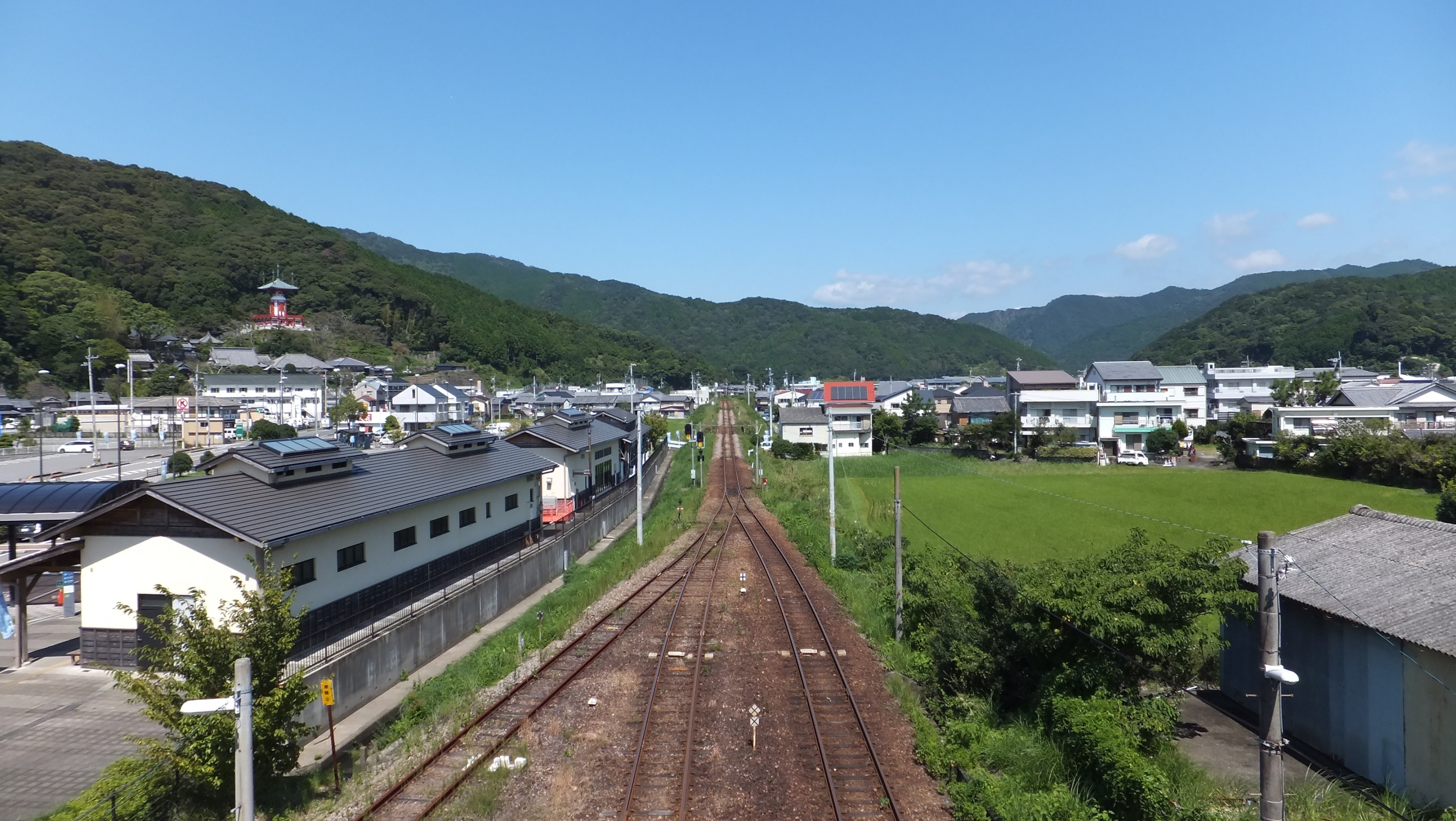
跨線橋より徳島方面（2015年9月）
左は駅に隣接する道の駅。奥に薬王寺。

### 東口
- 美波町役場
- 海部郡衛生処理事務組合日和佐クリーンセンター
- 徳島県南部総合県民局美波庁舎
- 徳島県立農林水産総合技術支援センター水産研究所
- 徳島河川国道事務所日和佐国道出張所
- 徳島海上保安部美波分室
- 日本郵便日和佐郵便局
- 阿波銀行日和佐支店
- かいふ農業協同組合日和佐支所
- 美波町立日和佐こども園
- 美波町立日和佐小学校
- 徳島県立徳島科学技術高等学校日和佐マリンキャンパス
- 美波町立日和佐公民館
- 美波町日和佐図書・資料館
- 美波町城山交流拠点施設
- 美波町コミュニティホール
- 美波町立日和佐総合体育館
- 日和佐うみがめ博物館カレッタ
- 美波町国民健康保険日和佐診療所
- ビジネスホテルケアンズ
- 大浜海岸 - ウミガメ産卵地
- 日和佐城
- 徳島県道25号日和佐小野線
- 徳島県道195号日和佐港線
- フレッシュフーズオオキタ 日和佐店

### 西口
- 薬王寺（四国八十八箇所第23番札所、阿南室戸歴史文化道）
- 道の駅日和佐
  - 美波町商工会
- ドラッグセイムス美波日和佐店
- 美波観光本社
- 国道55号

## 接続交通機関

### バス
一般路線
- 徳島バス南部が東出口側の日和佐駅前バス停に停車する。
  - 北河内駅前・川口方面

昼行高速バス
- 徳島バスが西出口側の道の駅日和佐内に位置する日和佐バス停に停車する。
  - 室戸・生見・阿南大阪線（上り）由岐・橘営業所・阿南駅・高速舞子・ハービスOSAKA・なんば高速バスターミナル方面
  - 室戸・生見・阿南大阪線（下り）牟岐・浅川・海部高校前・海部・宍喰・甲浦・生見方面
  - 室戸・生見・阿南大阪線（下り）牟岐・浅川・海部高校前・海部・宍喰・甲浦・生見・野根・室戸世界ジオパークセンター・岬・室戸方面

※阿南駅 - 甲浦間途中乗降可能、阿南駅 - 海部高校前間JRの乗車券等で利用可能。

### タクシー会社
- 海南タクシー

## その他

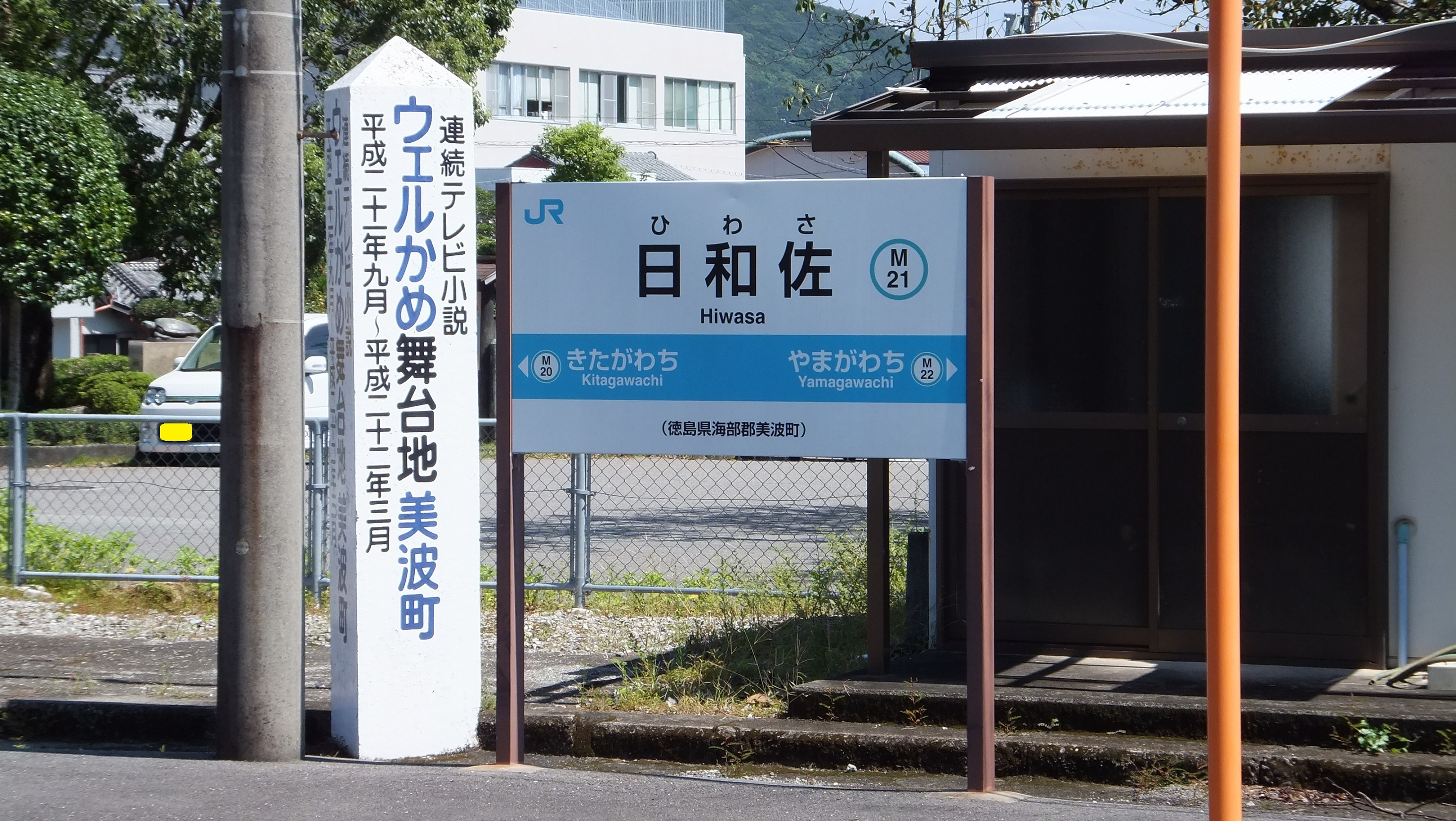
駅名標と『ウェルかめ』放送記念標（2015年9月）

- ホーム上には2009年9月から2010年3月にNHKの連続テレビ小説で放送された、『ウェルかめ』の舞台となったことをアピールする標柱がある。

## 隣の駅
四国旅客鉄道（JR四国）
■牟岐線
- 臨時特急「やくおうじ」停車駅

■普通
北河内駅 (M20) - 日和佐駅 (M21) - 山河内駅 (M22)